# John Mooney
John Mooney (Eugene, 6 de agosto de 1964) es un deportista estadounidense que compitió en piragüismo en la modalidad de aguas tranquilas.
Ganó una medalla de oro en el Campeonato Mundial de Piragüismo de 1995, y una medalla de oro en el Juegos Panamericanos de 1999.

## Palmarés internacional
| Campeonato Mundial   | Campeonato Mundial   | Campeonato Mundial | Campeonato Mundial |
| Año                  | Lugar                | Medalla            | Competición        |
| -------------------- | -------------------- | ------------------ | ------------------ |
| 1995                 | Duisburgo (Alemania) | Medalla de oro     | K2 200 m           |
| Juegos Panamericanos |                      |                    |                    |
| Año                  | Lugar                | Medalla            | Competición        |
| 1999                 | Winnipeg (Canadá)    | Medalla de oro     | K4 1000 m          |